# Nagol
Nagoll è un villaggio di Andorra, nella parrocchia di Sant Julià de Lòria con 59 abitanti (dato 2010) .